# Pukaluoto
Pukaluoto är en ö i Finland. Den ligger i sjön Kuohijärvi och i kommunen Tavastehus i den ekonomiska regionen  Tavastehus ekonomiska region  och landskapet Egentliga Tavastland, i den södra delen av landet, 120 km norr om huvudstaden Helsingfors. Öns area är 0,4 hektar och dess största längd är 160 meter i nord-sydlig riktning.